# Linga (Yell)

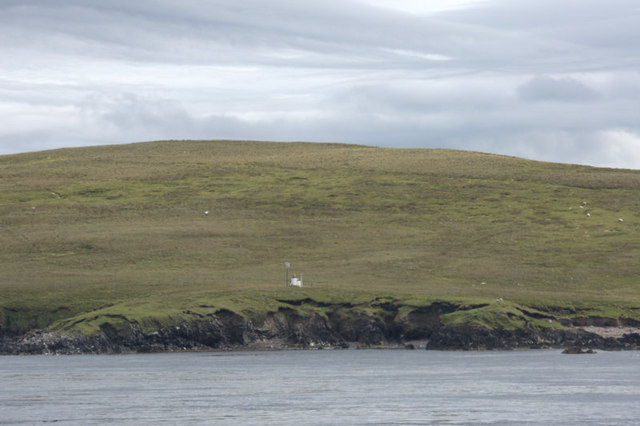
Steine am nördlichen Ende von Linga

Linga ist eine Insel, die im Norden der zu Schottland zählenden Shetlands liegt.

## Geographie
Linga liegt im Nordosten von Mainland. Die unbewohnte Insel erhebt sich, auf eine Höhe von etwa 40 Metern, aus dem Yell Sound. Sie liegt zwischen den Buchten Swinster Voe und Firths Voe, 5 Kilometer südlich der Insel Yell. Weitere Inseln in der Nähe sind Samphrey im Norden, Fish Holm im Nordosten und Wether Holm im Süden. Unmittelbar westlich befindet sich die Landspitze Firth Ness.

## Historisches
Im Rahmen der historischen Gliederung Schottlands in Civil Parishes zählt Linga zu Delting.